# مالوآ بی، نیو ساوت ولز
مالوآ بی (به انگلیسی: Malua Bay) یک منطقهٔ مسکونی در استرالیا است که در نیو ساوت ولز واقع شده‌است.